# Episodi di Squadra Speciale Invisibili (prima stagione)
La prima stagione della serie televisiva Squadra speciale invisibili, è stata trasmessa in prima visione in Francia su France 2 dal 8 settembre 2021 fino al 22 settembre 2021.
In Italia, la stagione è andata in onda dal 17 al 31 ottobre 2022 su Giallo.
| nº | Titolo originale | Titolo italiano | Prima TV Francia  | Prima TV Italia |
| -- | ---------------- | --------------- | ----------------- | --------------- |
| 1  | Milan            | Milan           | 8 settembre 2021  | 17 ottobre 2022 |
| 2  | Sycomore         | Sicomoro        | 8 settembre 2021  | 17 ottobre 2022 |
| 3  | Pachelbel        | Pachelbel       | 15 settembre 2022 | 24 ottobre 2022 |
| 4  | Citadelle        | Cittadella      | 15 settembre 2022 | 24 ottobre 2022 |
| 5  | Cordeliers       | Cordeliers      | 22 settembre 2021 | 31 ottobre 2022 |
| 6  | Garenne          | Garenne         | 22 settembre 2021 | 31 ottobre 2022 |